# Weatherfax
Een weatherfax is een weerkaart die een weergave geeft van de weersystemen (hoge en lage drukgebieden in combinatie met fronten) in de omgeving van het schip. 
Elke dag op geregelde tijdstippen (zie ALRS) worden er door kuststations en weersatellieten radiosignalen uitgezonden op verschillende golflengtes. Tijdens de nacht alleen op lage frequenties, overdag ook op hoge. Dit heeft te maken met de doorlaatbaarheid van de atmosfeer en de graad van penetratie van de golf. Wanneer een schip dit signaal ontvangt, wordt deze doorgestuurd naar de telefax die het afdrukt in de vorm van een duidelijke weerkaart. Om een signaal te kunnen ontvangen/afdrukken moet de officier van de wacht enkel het faxtoestel op de juiste frequentie instellen en dit even voor het aangegeven tijdstip.
Aan de zenderkant wordt de originele kaart afgetast en omgezet in twee tonen: een voor zwart, de andere voor wit. Aan de andere kant maken de computerprogramma's daar weer een leesbare kaart van.
Ze doen niets anders dan een puntje op het papier zetten wanneer ze de toon voor zwart herkennen. Op die manier wordt de kaart bij de ontvanger weer regel voor regel opgebouwd.
Het is een methode die nog dateert uit de tijd dat de decodering met mechanische machines gebeurde.
Dat heeft gevolgen voor de snelheid; het uitzenden van een gemiddelde kaart duurt al gauw zo'n 12 minuten. Om de faxsignalen te kunnen ontvangen is een redelijke kortegolfontvanger met single-side-band (SSB) mogelijk nodig. 
Als er geen fax ter beschikking is, kan er nog altijd ontvangen worden via de GMDSS die moet verbonden worden met een computer (specifieke software vereist). Zo kan er dan toch weer weerkaarten verkregen worden.